# Miechowický masakr
Miechowický masakr (polsky masakra w Miechowicach, zbrodnia w Miechowicach) byl válečný zločin spáchaný příslušníky Rudé armády na civilním obyvatelstvu obce Miechowice (německy Miechowitz, v letech 1936–1945 oficiálně Mechtal) v Horním Slezsku  (v současnosti městská část Bytomi) ve dnech 25.–27.  ledna 1945. Jedná se o jeden z největších a nejznámějších masakrů, které zapadají do série tragických událostí spojených s příchodem Sovětů do Slezska označovaných jako Hornoslezská tragédie (Tragedia Górnośląska).
Miechowice patřily mezi první obsazené hornoslezské obce, které patřily Německu i před rokem 1939. Zatímco na předválečném polském území byla mezi sovětskými vojáky udržována relativní disciplína ohledně zacházení s civilisty, na územích dříve náležejících Říši všechny zábrany zmizely. Vojáci Rudé armády páchali vraždy, znásilňování a loupeže na civilním obyvatelstvu. Mezi oběťmi byli jak etničtí Němci, tak Slezané bez ohledu na jejich národní identitu, stejně jako nuceně nasazení Poláci z Generálního gouvernementu a představitelé dalších evropských národů.
Během vyšetřování polského Ústavu národní paměti (IPN), zahájeného v roce 2002, bylo potvrzeno zavraždění 380 osob, z toho na základě civilních a církevních matrik se podařilo identifikovat 230. 

## Průběh masakru

### 25. ledna

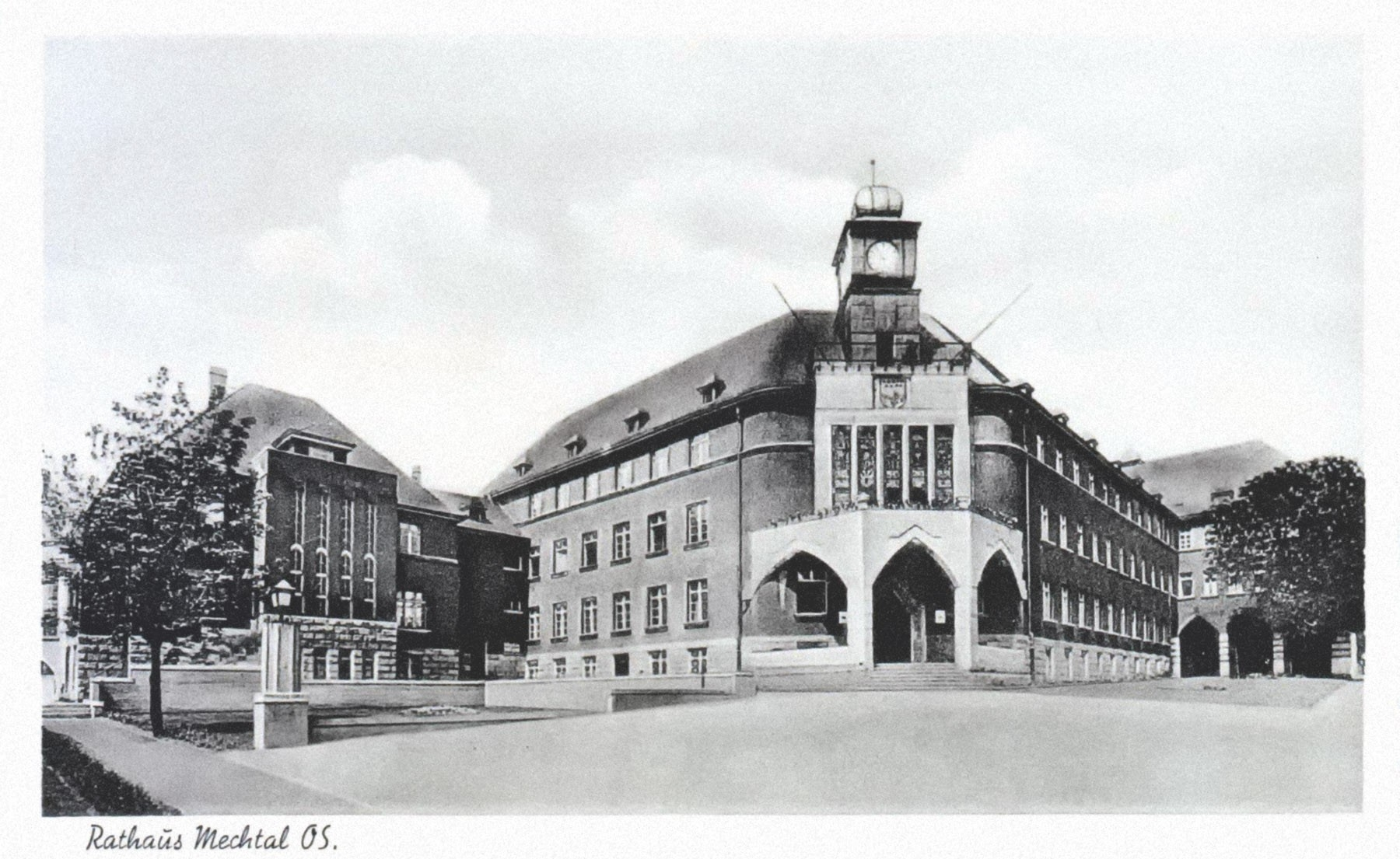
Radnice v Miechowicích na dobové fotografii

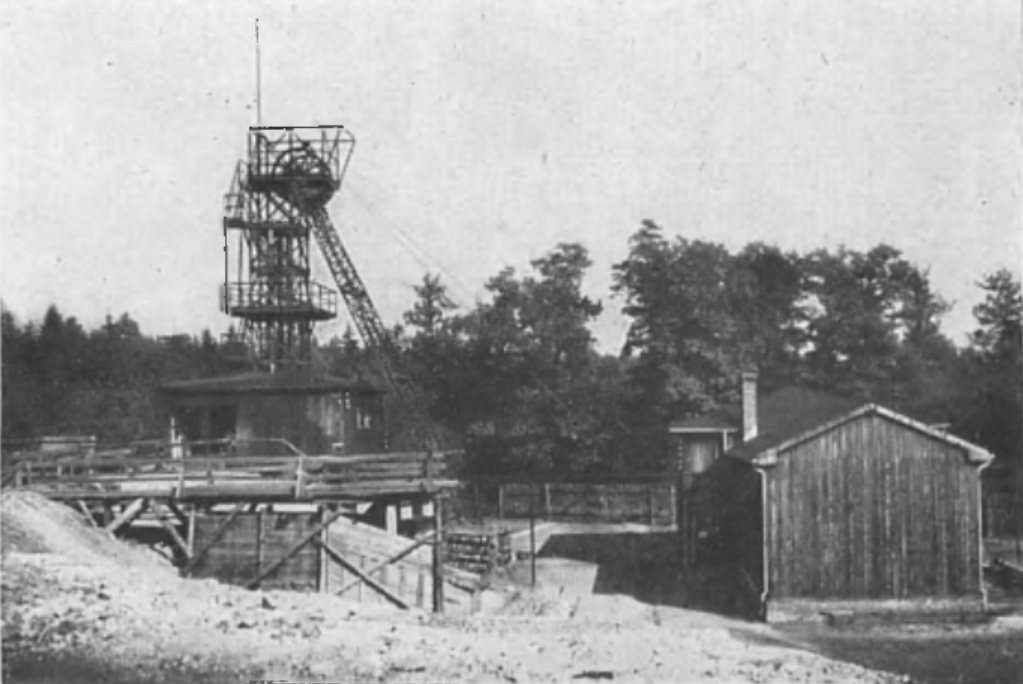
Nimptsch-Schacht

Na základě vojenského deníku 21. armády, které velel plukovník Dmitrij Gusev, bylo zjištěno, že 309. a 1025. pluk 291. pěší divize Rudé armády zahájily boje o Miechowice dne 25. ledna 1945 ve 14:00, ale 26. ledna ve střetu s podjednotkou německé 300. útočné brigády a částí 207. střeleckého pluku byly odraženy. 309. pluk zůstal na okraji lesa oddělujícího Miechowice od sousední obce Stolarzowice, zatímco 1025. pluk zahájil boj o Radzionków. Dne 27. ledna 1945 po těžké minometné palbě vojáci 309. pluku za mírné účasti 1025. pluku opět ovládli Miechowice. Postupující pěchotu podporovala obrněná vozidla 1198. nebo 1238. pluku samohybných děl.
25. ledna sovětští vojáci kráčeli směrem k Miechowicím ze západu od lesa v doprovodu tanků, za nimiž se schovávali. Do obce vstoupili přes Fasaneriestraße (dnešní ulice Daleka), Kubothstraße (Styczyńskiego) a Wikarekstraße (Jaskółcza). Den byl mrazivý, ulice a dvory po nočních srážkách pokrýval hlubokým čerstvý sníh. První obětí zastřelenou sovětskými vojáky byl dělník Wincenty Bober, bytem Wikarekstraße 4, jenž zrovna vyšel z domu. Výstřely zazněly také na Fasaneriestraße, když vojáci zahlédli, že je pozoruje jeden z obyvatel domu č. 10. Vhodili do něj okny granáty a pokračovali dál do centra vesnice. Šest mužů bylo vytaženo ze sklepů na Kubothstraße 13 a byli vedeni Stillersfelder Straße (Stolarzowicka). U pozemku patřícího hostinskému Bonkovi (mezi č. 2 a 4) po nich vojáci začali střílet. Raněné a zabité nechali a pak s sebou vzali Walentyho Mitulu, který bydlel na Stillersfelder Straße 7. Zastřelili ho u Nimptsch-Schacht, jež byla součástí nedokončeného zinkového dolu, cca 1 km od severní šachty dolu Preußengrube (později KWK Miechowice). Na Stillersfelder Straße byla ponechána mj. těla Paula Schikory, Roberta Kusche a Walentyho Drzesgy. Peter Thomala, lehce zraněn v oblasti hrudníku, se vrátil domů po svých, kdežto Herbert Drzesga (šestnáctiletý Walentyho syn) a Heinz Klatzek byli z místa činu odvedeni Franciszkem Kurtzem, který pozoroval incident z oken svého domu na rohu Fasaneriestraße a Stillersfelder Straße. Ten je odvezl na saních domů na Kubothstraße. Další obětí se stal třicetiletý Piotr Gawenda, zastřelený poté, co opustil pekařství Paula Spaka na křižovatce Hindenburgstraße (dnešní ulice Księdza Jana Frenzla, po válce ulice Armii Czerwonej) a Schloßstraße (Zamkowa). Vojáci stříleli i na pozemek Schlageterstrasse 1 (Drobczyka), následkem čehož byl zabit Florian Watzlawczyk.
Kolem 16:00 zemřeli obyvatelé Braustraße (Hutnicza). V bytě domu č. 7 byli zastřeleni Emma Rudek a Karl Zawiślak, na čísle 13 zahynul Maximilian Slott. Wiktor Greiner přijel do Miechowic z Orzegówa před několika dny, aby pomohl při pohřbu svého tchána Wincentyho Mazura, a ubytoval se u své švagrové na Braustraße 13. Na stejné adrese bydlela vdova Agnes Czichorowski, spolu se svým bratrem Georgem Czichorowským a také totálně nasazenými polskými dělníky zaměstnanými při stavbě miechowické elektrárny. Sověti, kteří vnikli do tohoto domu, zastřelili Greinera, Czichorowského a zmíněné dělníky pocházející vesměs z okolí Čenstochové: bratry Stanisława a Zygmunta Bednarkovi, Jana Kotyniu, Antoniho Mateju, Eugeniusze Mandata, Stefana Bociągu a Ignacyho Szyińského. V bytě domu č. 12 byl zastřelen invalida Jan Mularczyk. Klemens Schittek zahynul u severní šachty dolu Preußengrube poblíž Hindenburgstraße.

### 26. ledna

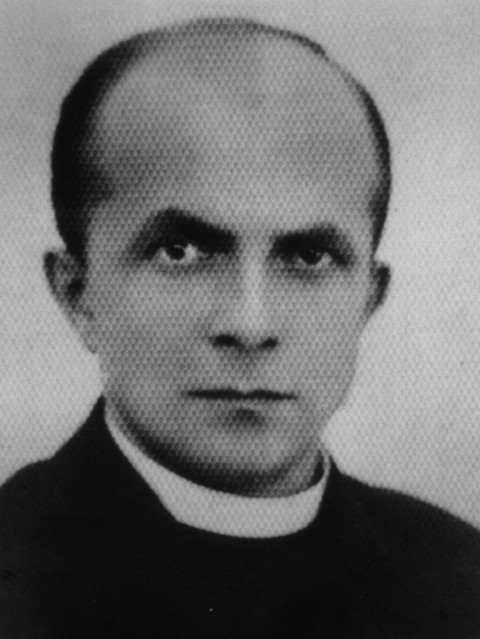
Johannes Frenzel, zavražděný miechowický vikář

K postřelenému Herbertu Drzesgovi přijel vikář miechowické farnosti Božího Těla Johannes Frenzel, aby mu udělil viaticum. Doprovázel ho kostelník Jan Gajda. Zatímco Gajda po obřadu odešel ze sklepa, kněz zůstal s umírajícím až do jeho skonu následujícího dne v 7 hodin. Ráno 26. ledna se ve sklepě objevili sovětští vojáci a odvedli kněze zrovna ve chvíli, kdy zpovídal vyděšené ženy. Spolu s duchovním byli odvedeni obyvatelé domu na Kubothstraße 11: Alojzy Scholz, Józef Nickel, Herbert Kachl, Juliusz Scheja. Sověti je hnali směrem na Stolarzowice. Rovnou u domu byl zastřelen sedmdesátiletý invalida Hubert Goschutz, který s nimi nemohl jít. Po cestě, kolem 11 hodin, zastřelili vojáci dva obyvatele domu na Stillersfelder Straße 10: Alfreda Kinhardta a Ernsta Maleka. Poblíž Wótzkerovy pekárny (Stillersfelder Straße 16) jeden z vojáků roztrhal kněžskou bursu (nádobu na hostii) a pověsil ji do výkladní skříně. Poté vešli do Neue Pfarrstraße (Kasztanowa), kde byl v domě č. 1 zastřelen Szczepan Grutza. Ve stejném domě týž den spáchal sebevraždu Konrad Migura.
Ráno byl zahájen německý protiútok ze strany Karbu (městská část Bytomi), v jehož důsledku Němci znovu obsadili část Miechowic, konkrétně dnešní ulice Stolarzowicka, Styczyńskiego, Daleka a Jaskółcza. Sovětští vojáci ustupující směrem na Stolarzowice šli po Kirchstraße (Andersa), Lazarettstraße (Wolnego) a Hermannstraße (Opolska). V lese půl kilometru za vesnicí udělali výkopy. Thomas Duda, který bydlel na Kirchstrasse, zemřel po výbuchu granátu kolem 8:30. O půl hodiny později byli na dvoře a v domě zastřeleni obyvatelé Lazarettstraße 16: Karl Kowoll, Franz Kutzer, Teodor Lischka. Z domu na Hermannstrasse 40 byli odvedeni šestnáctiletí Reinhold Bezia a Józef Olczyk. Hnali je směrem k lesu a zastřelili u Nimptsch-Schacht. Téhož dne byl zajat i Jan Józef Sleziona, středoškolský student, který bydlel na Kirchstrasse 2a. Jeho tělo bylo nalezeno počátkem února 1945 mezi cihelnou a lesem poblíž Stillersfelder Straße.
Sovětsko-německé boje pokračovaly až do 27. ledna, i když už večer 26. ledna německé jednotky pod palbou sovětských děl ustupovaly opět směrem na Karb. 26. ledna večer byli zastřeleni: v 18 hodin Piotr Czaja na Kuhnstraße (Elsnera) 10 a Józef Halor v bytě na Hindenburgstraße 80, v 19 hodin v bytě na Reptenerstraße (Reptowska) 22 Wilhelm Szczyglowski a v 19:30 před domem na Reptenerstraße (Reptowska) 22 Józef Fritsch, Stefan Ledwoń a Alojzy Janta.

### 27. ledna
Většina miechowických obětí – kolem 200 lidí – zemřela 27. ledna 1945. Záznamy matričního úřadu uváděly hodiny úmrtí mezi 5.00 a 18.00. K eskalaci zločinného počínání údajně vedlo zabití sovětského majora neznámou osobou (zmiňuje se příslušník Hitlerjugend) na hřišti u křižovatky Stillersfelder Straße (Stolarzowicka) a Holteistraße (Michaloka). Osudný výstřel zazněl dálky, z haldy na protějším konci Holteistraße. Po vraždě začala masivní odveta proti civilnímu obyvatelstvu.
Nejprve bylo obyvatelům domu na rohu Stillersfelder Straße a Holteistraße – Romanu a Józefu Szczudlikovi, Stefanu Laszczykovi, Wiktoru Görlichovi a Franciszku Wylenżekovi – nařízeno přinést rakev z jediného místního pohřebního ústavu, patřícímu Euzebiu Pajonczkovi, a pohřbít majora v pískovišti vedle této nemovitosti. Poté byli odvedeni do lesa a kolem 16 hodin zastřeleni. Muži byli odváděni z domů a sklepů a na místě nebo v blízkosti lesa stříleni, případně vražděni opakovanými ranami pažbami do celého těla. Mnoho zraněných zemřelo na následky zranění až o pár dní později. Přesný průběh událostí je dnes nemožné zmapovat, neboť se dochovaly pouze útržkovité výpovědi svědků. „Osvoboditelé" pečlivě prohledávali obec a své oběti si vybírali všude. Mnoho tělesně postižených zahynulo, neboť vojáci předpokládali, že jsou to váleční veteráni, ačkoliv mnohdy šlo spíše o přeživší důlních neštěstí. Na základě dochovaných dokumentů lze podrobně popsat jen některé vraždy.
Dospívající Joachim Wagner opustil sklep a šel do domu č. 10 na Stillersfelder Straße. Sovětští vojáci ho spolu s Józefem Sotorem vyvedli z budovy a zabili rovnou před vchodem. Zranění na hlavách obou mrtvých byla tak rozsáhlá, že nebylo možné zjistit, zda byli zastřeleni nebo jim byly rozdrceny hlavy pažbami pušek. Ve stejné době byl na druhé straně Stillersfelder Straße zastřelen bratr Józefa Sotora, Jan. Wilhelm Sotor, jejich otec, zoufalý nad ztrátou svých synů, se téhož dne oběsil.
Ve sklepě domu na Fasaneriestraße 2 se ukrývalo mnoho lidí, mužů, žen i dětí nejen z této budovy. Vstoupili dva opilí vojáci a přikázali třinácti mužům opustit suterén, vyhrožovali jim přitom granátem. Tři nejstarší se nakonec směli vrátit do sklepa, ostatní byli umístěni ve dvou řadách na schodech v chodbě a z malé vzdálenosti na ně Sověti vypálili ze samopalů PPŠ-41 Špagin. Mezi oběťmi byli Eugen Garbacziok, majitel koloniálního obchodu Ryszard Nowara, Jan Jarzombek a jeho syn Emil (16 let), Robert Kusch, Józef Respondek se synem Herbertem (16 let), Peter Żurek, Franciszek a Heinz Kurtz (15 let). Popravu přežil pouze jeden z mužů, ale po dvou dnech na následky zranění zemřel.
Johann Schuller, 73letý invalida, který bydlel na Fasaneriestraße (Daleka) 7, odešel z domu pro mléko pro svou ženu. Sovětští vojáci mu chtěli vzít boty, a když to odmítl, zastřelili ho.
Maksymilian Garbacziok, horník, bydlel na Wikarekstraße (Jaskółcza) se svou ženou a dětmi. Když vstoupili Sověti, celá rodina se schovala ve sklepě u sousedů. 27. ledna ráno tam šli dva sovětští vojáci a vyvedli sebou Garbaczioka. Tělo nalezla jeho žena na pozemku obchodníka Georga Kroyeho na Reptenerstraße (Reptowska) 16. Na hlavě měl u spánku ránu od kulky a na prstu chyběl zlatý prsten, který vždy nosil. Vedle něj byla těla Szczepana Miczky, Rufina Labuse a Augusta Kaligy. Na Hindenburgstraße (Księdza Jana Frenzla) objevila ještě těla několika dalších mužů. Byli mezi nimi její strýcové: August Musioł se svým zetěm Alojzym Zuberem, Józef Drzesga a jeho synové Ryszard a Jerzy.
Ve sklepě domu na Stillersfelder Straße 8a se skrývala Gryzelda Kwiotková, která žila se svým synem a vnukem v téže ulici na čísle 8. V jednu chvíli její vnuk Helmut Kwiotek vběhl do sklepa a řekl, že ho honí Rusové a že jeho otce Pavla zbili pažbami. Za ním vběhl sovětský voják s asijskými rysy, vyvedl Helmuta Kwiotka a zastřelil ho. Po nějaké době bylo zbytku lidí nařízeno sklepy opustit. Venku bylo shromážděno asi 40 osob, včetně žen a dětí. Zásah ruského důstojníka však zabránil dalšímu zabíjení.
V domě na Kuhnstraße (Elsnera) 10 Rusové zastřelili Henryka Czaju, Franciszka Grochala a Jana Rożka, který pobýval na vojenské dovolené.
V domě na Braustraße (Hutnicza) 16 zemřeli 27. ledna řezník Teodor Murek a jeho patnáctiletý syn Józef, 76letý Tomasz Rossa spolu se svými syny Pawłem a Franciszkem, Józefem Wywiołem a Wincentym Jezierským. Jadwiga Wywiołová, rozená Rossa, která pak tato úmrtí nahlásila matričnímu úřadu v Miechowicích, toho dne ztratila většinu členů své rodiny: švagra, synovce, otce, dva bratry a manžela. Zahynuli i další nuceně nasazeni: Ukrajinec Josip Kogus a Poláci, bratři Jan a Adam Myrta z Białé Górné u Čenstochové.
Večer, již po skončení bojů, 68letý Teofil Wagenknecht, bydlící na Reptenerstraße 5, odešel z domu v uniformě obersturmbannführer SA. Sovětští vojáci za jeho domem si ho okamžitě všimli a umlátili pažbami.
Sovětští vojáci nejen vraždili, ale také plenili domy a obchody, kradli a ničili. Tragédií žen bylo znásilňování, často hromadné, jehož rozsah se zřejmě nikdy nepodaří plně určit. Názornou ukázkou rudoarmějského násilí je osud rodiny Fabrovy, která bydlela na Tiele-Wincklerstraße (Racjonalizatorów). Wilhelm Fabry spolu s manželkou Marií přijeli do Miechowic z Vestfálska pracovat na modernizaci dolu. V deníku Fryderyka Biegoně, směnového předáka dolu Preußengrube, se uvádí mimo jiné tento záznam: Pondělí, 29. ledna 1945 (...) Předák Fabry se dnes neukázal. Ve 23 hodin (předchozího dne) se nervově zhroutil a spáchal sebevraždu (...). Podle svědectví Franciszka Schenka, který s ním spolupracoval, našel Wilhelm Fabry po návratu domů z práce svou těhotnou manželku, jak byla mnohokrát znásilněna. Zastřelil svou ženu a dcery (pětiletou Ingrid, čtyřletou Sigelinde) a následně sebe. Z výpovědí svědků vyplývá, že k případům znásilnění žen v jejich domácnostech a dokonce i na veřejných místech docházelo běžně. Bylo to však velmi tabuizované téma, protože jak žena, tak celá její rodina zažila tímto obrovské ponížení, zvláště když se z těchto znásilnění narodily nechtěné děti.

## Pohřby a exhumace

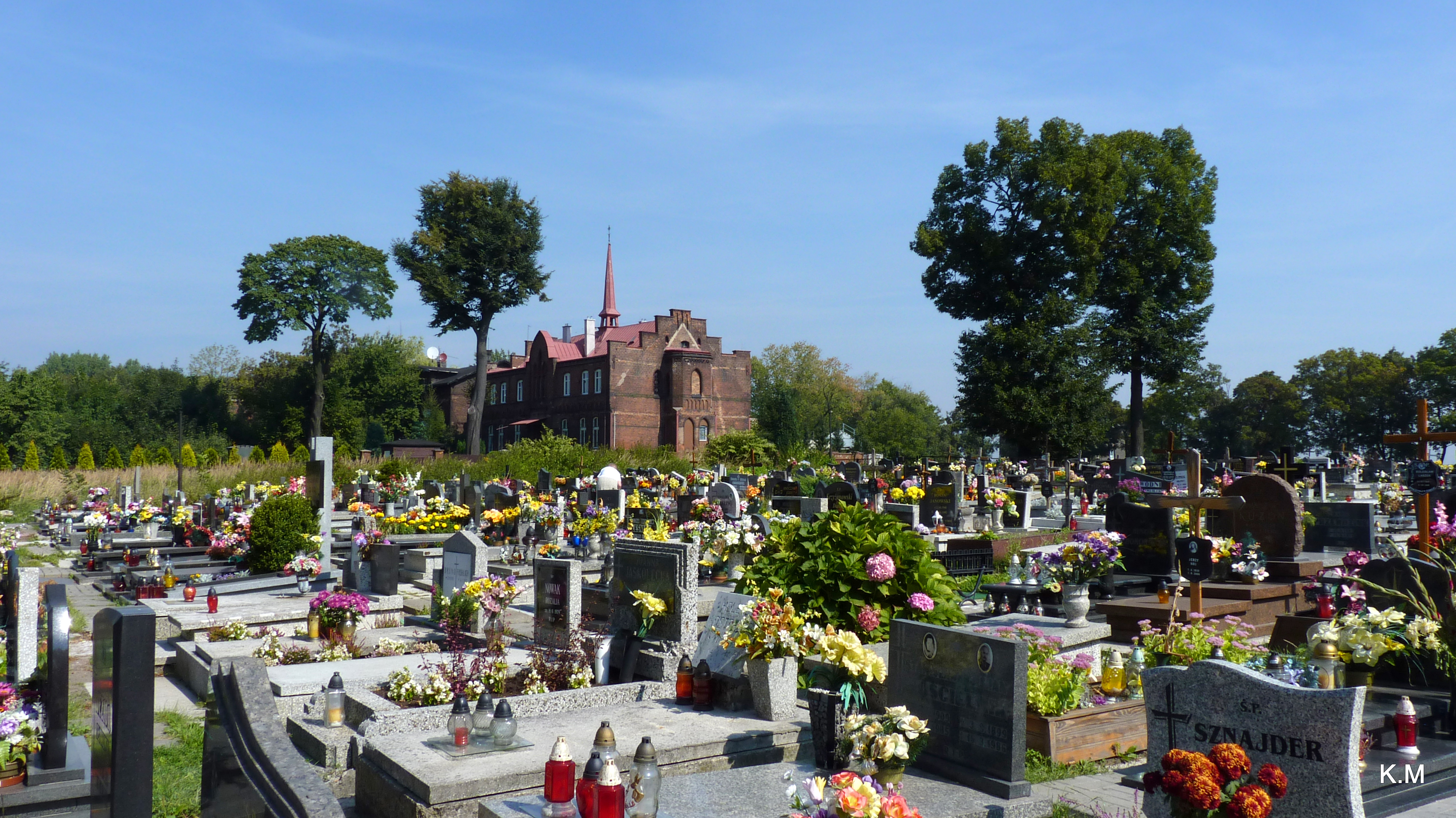
Hřbitov v Miechowicích v současnosti

Přestože zprávy o obětech ležících v lese u Stolarzowic v okolí protiletadlového bunkru kolovaly mezi obyvateli již 27. ledna, první těla byla objevena na tzv. pánském poli poblíž dnešní ulice Przyjemna až 3. února 1945 stolarzowickým farářem Johannesem Wyciskem. Na základě občanských průkazů duchovní identifikoval oběti a vyrozuměl rodiny. Kněze doprovázel Teofil Zimnol, který pak vypověděl, že 3. února našli vedle silnice osm těl, včetně jednoho kněze (zřejmě Frenzela), jednoho německého vojáka (údajně dezertéra Wehrmachtu) a šesti civilních mužů. U jednoho z nich byl nalezen Stammbuch od Alojzyho Scholze. Frenzelovo tělo bylo přemístěno do kostela a těla ostatních pohřbena poblíž místa, kde byla nalezena.
Začátkem února přijela Lucia Frenzelová do Miechowic hledat svého bratra. Když se dozvěděla o nálezu a pohřbení těla ve Stolarzowicích, požádala místního faráře o povolení exhumovat tělo. Zavražděný miechowický vikář byl jen ve spodkách, střelné rány byly patrné na obou pažích a dvě na hlavě, jedna z nich se táhla od levého oka k pravé části týlního hrbolu. Navíc měl natrženou pravou bradavku a škrábance na obou rukách, což nasvědčovalo tomu, že mohl být před smrtí mučen.
Až začátkem února 1945 se situace v Miechowicích natolik uklidnila, že se obyvatelé přestali bát opouštět své domovy. Tehdy byly oběti konečně řádně pohřbeny. Mrtvoly nalezené na dvorcích, v bytech a v lese u Stolarzowic byly na saních nebo žebřiňáku odváženy na hřbitov a ke kostelu sv. Kříže (tzv. starý kostel), kde byly naskládány. Těla přimrzlá k zemi bylo někdy obtížné odstranit. Většina neměla boty. Pohřby pak proběhly mezi 3. a 6. únorem 1945. Bylo jich tolik, že nešlo všechny pochovat na hřbitově. Asi stovka lidí byla 4. února uložena do hromadného hrobu, který obyvatelé vykopali na protější straně ulice Klosterstraße (dnes Warszawska). Rakví bylo málo, a tak byly některé mrtvoly zabaleny do přikrývek, prostěradel či plachet. Koncem jara vedle vznikl hromadný hrob padlých vojáků Rudé armády.
Farní a matriční dokumenty shromážděné během vyšetřování neodrážejí konečný počet obětí. Ne všechna úmrtí byla hlášena, někteří zemřeli až po nějaké době na následky zranění a v neposlední řadě v lese u Stolarzowic byli zavražděni i obyvatelé jiných obcí než Miechowice. Je také obtížné zjistit počet lidí, kteří se stejně jako Peter Thomala a Heinz Klatzek stali obětí pokusu o vraždu, ale podařilo se jim přežít. Takových lidí bylo více, o čemž svědčí například informace o patnáctiletém Herbertu Mrozikovi, jenž byl 27. ledna odveden z domu na Stillersfelder Straße 24 a spolu s dalšími muži z této ulice zahnán až na místo hromadných poprav v lese u Stolarzowic, ovšem přes zranění na noze a hlavě přežil pod těly dalších obětí a při první možné příležitosti se vrátil domů.
Ještě v 70. letech 20. století, než došlo k rozsáhlým demolicím, byly na domech v Miechowicích vidět nápisy vytvořené pomstychtivými sovětskými vojáky v roce 1945 jako Смерть немецким захватчикам („Smrt německým uchvatitelům“) nebo Добьем врaга в его бeрлоге („Zabijeme nepřítele v jeho doupěti“).
Na přelomu března a dubna 1969 proběhla exhumace hromadných hrobů v ulici Warszawska. Ostatky vojáků Rudé armády byly převezeny na městský hřbitov v Bytomi, není však známo, co se stalo s těly jejich obětí. Nedochovaly se dokumenty o tom, kdo exhumaci provedl a kde byly exhumované ostatky uloženy. Je možné, že skončily na hřbitově v ulici Kwiatowa, dokonce tam u jednoho z neoznačených hrobů někdo umístil desku s nápisem kwatera wojenna Miechowice (vojenské oddělení Miechowice). Ve dnech 17.–19. října 2011 provedl státní zástupce Ústavu národní paměti (IPN) průzkumné práce za účasti archeologů a soudního lékaře. Bylo prokázáno, že jde o ostatky civilistů, dříve exhumované a uložené ve stejných dřevěných rakvích. Našla se peněženka s mincemi – feniky z roku 1943. Ve světle výše uvedeného lze s vysokou pravděpodobností předpokládat, že v prozkoumaném hrobě jsou právě ostatky obětí zavražděných v Miechowicích mezi 25. a 27. ledna 1945.

## Uctění památky
V roce 1993 byla na farním hřbitově v Miechowicích odhalena pamětní deska vikáře Johannese (Jana) Frenzela a ostatních zavražděných. Po knězi je nyní pojmenována i hlavní ulice městské části, někdejší Hindenburgstraße, která v období komunismu nesla vzhledem k událostem až morbidní název Armii Czerwonej (Rudé armády).
V roce 2015 byl na náměstíčku na rohu ulic Księdza Jana Frenzela a Jana Dzierżonia odhalen Památník obětem Hornoslezské tragédie (Pomnik ofiar Tragedii Górnośląskiej) a na zdi kostela Božího Těla se objevila další pamětní deska věnovaná zavražděným obyvatelům Miechowic v čele s vikářem Frenzelem. Roku 2022 byla pamětní deska odhalena i na budově v ulici Styczyńskiego 11 (někdejší Kubothstraße), odkud byl Frenzel sovětskými vojáky odveden.
Zevrubnou monografii s titulem Tragedia Miechowicka (Miechowická tragédie) vydal historik Tomasz Sanecki v roce 2018.
Od roku 2017 pořádá bytomské sdružení Pro Fortalicium každoročně na konci ledna historické rekonstrukce bojů o Miechowice a masakru.